# Peter Dahlberg (fotbollsspelare)
Peter Joel Dahlberg, född 23 oktober 1986 i Varberg, är en svensk före detta fotbollsmålvakt som är målvaktstränare i Tvååkers IF. Han har tidigare spelat för Varbergs BoIS.

## Karriär
I mars 2018 värvades Dahlberg av Lindome GIF. Efter säsongen 2019 avslutade han sin spelarkarriär. I april 2020 gick Dahlberg till Tvååkers IF som målvaktstränare.